# Melchior Vulpius
Melchior Vulpius, eigentlich Melchior Fuchs (* um 1570 in Wasungen; begraben 7. August 1615 in Weimar) war ein deutscher Kantor und Kirchenliedkomponist.

## Leben

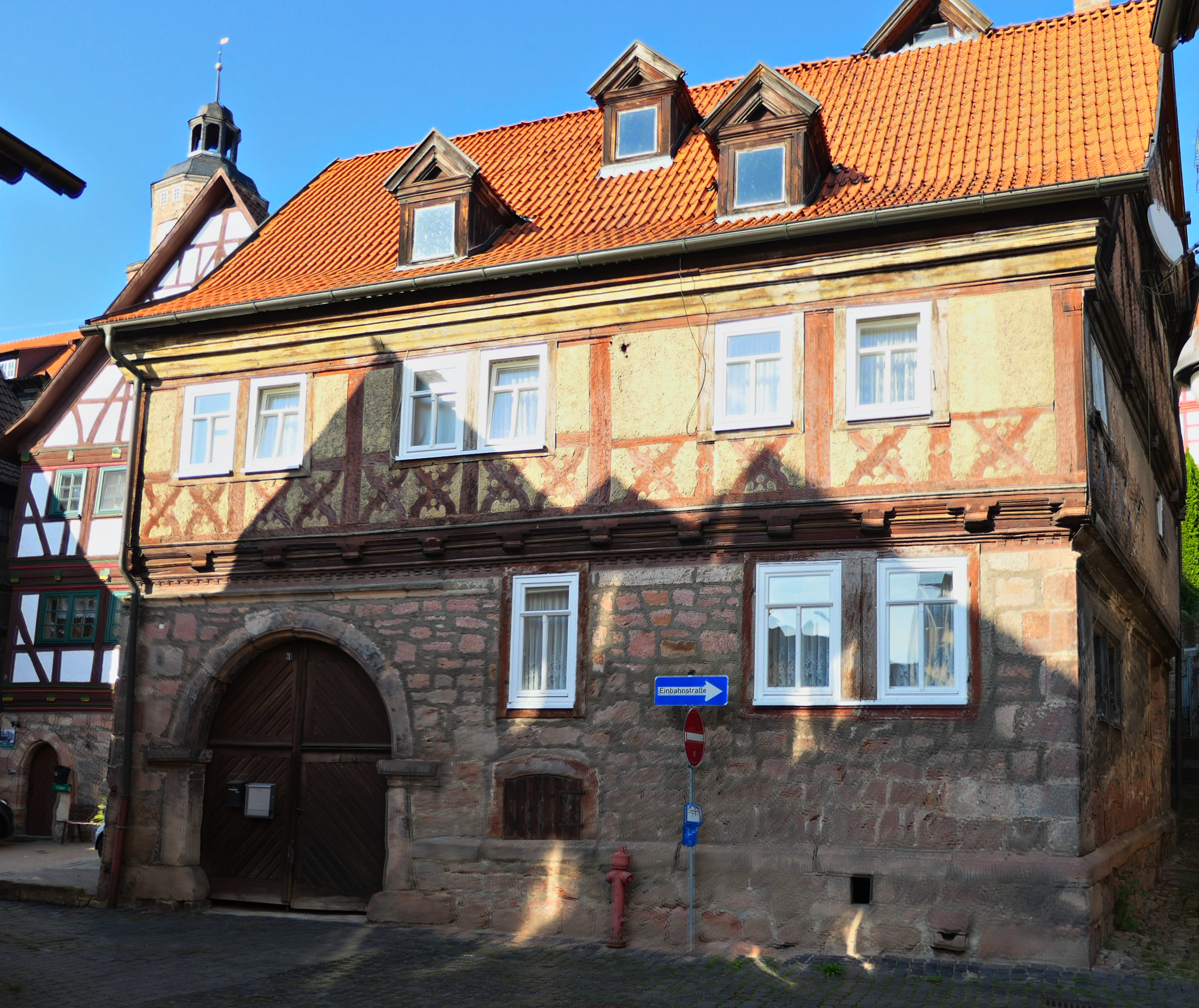
Geburtshaus in Wasungen

Vulpius entstammte einer armen Handwerkerfamilie. Er besuchte die Stadtschule in Wasungen, Thüringen und erhielt Unterricht von Johannes Steuerlein. Durch Briefe ist bezeugt, dass er 1588 in Speyer weilte und dort seinen Mitschüler Chr. Th. Walliser in den Grundlagen der Musica Poetica unterwiesen hat. Nach seiner Heirat 1589 erhielt er eine Anstellung am Hennebergischen Gymnasium in Schleusingen. 1596 wurde er zum Stadtkantor in Weimar berufen. Er verfasste und veröffentlichte Kirchenmusik; eine seiner bekanntesten Vertonungen ist die für das Kirchenlied Christus, der ist mein Leben. Die Melodie ist auch mit anderen Liedern verknüpft, darunter Ach bleib mit deiner Gnade zum Text vom Josua Stegmann, das in evangelischen Kirchen gern zum Jahreswechsel und zum Beschluss des Gottesdienstes gesungen wird. Wichtige Zusammenstellungen waren die lateinischen Cantiones sacrae (1602 und 1604); Kirchengesänge und geistliche Lieder Dr. Luthers (1604); Canticum beatissimae (1605) und Ein schön geistlich Gesangbuch (1609). Im Jahr 1610 erschien „Cantiones sacrae selectissimae“. Das Cantional (eine Liedersammlung) wurde 1646 postum in Gotha veröffentlicht.
Die von Vulpius im Jahre 1609 veröffentlichte Melodie Lobt Gott den Herrn, ihr Heiden all (EG 293; katholisch: Der Geist des Herrn erfüllt das All, GL 347) wird seit 1907 in Norwegen für das beliebte nationalromantische Kirchenlied Fagert er landet („Schön ist das Land“) verwendet.
Über seine Liedschöpfungen hinaus machte sich Vulpius auch einen Namen durch das Setzen von vierstimmigen Chorsätzen. Durch diese Mehrstimmigkeit, bei dem ab dieser Zeit – wie auch bei Michael Praetorius und Heinrich Schütz – nicht mehr der Tenor, sondern der Discant die Hauptstimme führt (Kantionalsatz) wurde der Chor zum „Begleitinstrument“ des liturgischen Gemeindegesangs.

## Liedmelodien
Im Evangelischen Gesangbuch finden sich neun Lieder auf Melodien von Melchior Vulpius, im Evangelisch-Lutherischen Kirchengesangbuch² der SELK 14, im katholischen Gotteslob (2013) fünf (282, 328, 347, 436, 507) und im Mennonitischen Gesangbuch acht Lieder (46, 69, 149, 197, 199, 227, 288, 310).
- Christus, der ist mein Leben (EG 516; ELKG² 789, GL 507); Melodie auch: Ach bleib mit deiner Gnade (EG 347; ELKG² 276; GL 436; MG 149, Text von Josua Stegmann); Nun schreib ins Buch des Lebens (EG 207); Beim letzten Abendmahle (GL 282)
- Das alte Jahr vergangen ist (EG 59, ELKG² 374, 2. Teil der Melodie)
- Der Herr ist mein getreuer Hirt (MG 69, Text von Johann Friedrich von Meyer)
- Der Tag bricht an und zeiget sich (EG 438; ELKG² 678)
- Die helle Sonn leucht’ jetzt herfür (EG 437, ELKG² 682 und Satz: 956, MG 199, Text von Nikolaus Herman)
- Es ist ein Ros entsprungen (EG 31; Kanon, Text unterlegt)
- Gelobt sei Gott im höchsten Thron (EG 103; ELKG² 440 und Satz: 441, GL 328, MG 310)
- Jesu, deine Passion will ich jetzt bedenken (EG 88, ELKG² 419, MG 288, Melodie, Text von Siegmund von Birken); Melodie auch: Seele, mach dich heilig auf (ELKG² 420)
- Hinunter ist der Sonne Schein (EG 467, ELKG² 700 und Satz: 966, MG 227, Text von Nikolaus Herman)
- Lobt Gott den Herrn, ihr Heiden all (EG 293, ELKG² 295); Melodie auch: Ich weiß, dass mein Erlöser lebt (ELKG² 795, Text von Paul Gerhardt) und Lobpreiset all zu dieser Zeit (ELKG² 386) und Der Geist des Herrn erfüllt das All (GL 347)
- Lobet den Herrn ihr Völker all (MG 46, Text von Joachim Sartorius)
- Mein Herz, was dir begegnen und widerfahren mag (MG 197, Text von Arno Pötzsch)
- O frommer und getreuer Gott (ELKG² 265, 2. Teil der Melodie, Text nach Johann Leon)

## Werke
- Pars prima Cantionum sacrarum. Erfurt 1602
- Pars secunda selectissimarum Cantionum sacrarum, Erfurt 1603
- Kirchen Geseng und Geistliche Lieder D. Martini Lutheri und anderer frommen Christen. Erfurt 1604 (enthält nur zwei Melodien von Vulpius)
- Ein schön geistlich Gesangbuch Darinnen KirchenGesänge Vnd geistliche Lieder / D. Mart. Lutheri vnd anderer frommen Christen. Erfurt und Jena 1609 (enthält 31 Melodien von Vulpius)
- Erster Theil Deutscher Sonntäglicher Evangelien Sprüche. Jena 1612
- Das Leiden und Sterben Unsers Herrn Erlösers Jesu Christi auß dem heiligen Evangelisten Matthäo. Erfurt 1613 (Neuausgabe 1981)
- Der ander Theil Deutscher Sonntäglicher Ev. Sprüche. Jena 1614

## Diskografie
- Cantiones Sacrae I, 28 sechs- bis siebenstimmige Motteten aus der Sammlung Cantiones Sacrae I, René Michael Röder, Capella Daleminzia, Label Querstand, 2015
- Cantiones Sacrae I, 15 acht- bis dreizehnstimmige Motetten aus der Sammlung Cantiones Sacrae I, René Michael Röder, Capella Daleminzia, Label Querstand, 2015
- Cantiones Sacrae II, 19 sechs- und fünf siebenstimmige Motteten der Cantiones Sacrae II, René Michael Röder, Capella Daleminzia, Label Querstand, 2016